# Catalogus Translationum et Commentariorum
Der Catalogus Translationum et Commentariorum („Katalog von Übersetzungen und Kommentaren“) ist eine Monografienreihe, die die Überlieferungs- und Rezeptionsgeschichte antiker Literatur und Wissenschaft erschließt.
Die Bände sind in englischer Sprache abgefasst; sie tragen neben dem lateinischen Haupttitel den englischen Titel Mediaeval and Renaissance Latin Translations and Commentaries, doch wird nicht nur die Rezeptionsgeschichte im Mittelalter und in der Renaissance behandelt, sondern auch Rezeption in der Antike und in der Zeit seit 1600. Jeder Band informiert über die Rezeptionsgeschichte einiger antiker Autoren beziehungsweise anonym überlieferter Werke. In der Reihenfolge der Bearbeitung der Autoren beziehungsweise Werke wird keine alphabetische oder chronologische Ordnung eingehalten. Das Projekt wird seit 1951 von der Union Académique Internationale gefördert. Leiterin des Unternehmens ist seit 2009 Greti Dinkova-Bruun. Ihre Vorgänger waren Paul Oskar Kristeller (1951–1969), Ferdinand Edward Cranz (1969–1986) und Virginia Brown (1986–2009).
Bislang sind von 1960 bis 2022 dreizehn Bände erschienen. Die Beiträge der ersten zehn Bände sind auf der Website der Reihe im Open Access verfügbar; die Moving Wall schließt die jeweils aktuellen Bände davon aus.